# اشتفان هک
اشتفان هک (آلمانی: Stefan Höck؛ زادهٔ ۱۰ مهٔ ۱۹۶۳) ورزشکار دوگانه اهل آلمان است.